# حرام
حرام به عربی به فارسی ناروا در لغت به معنای ناروا شدن و ممنوع کردن چیزی است یا که در این دنیا و آن دنیا استفاده نشود و در اصطلاح فقه اسلام، عملی است که ترک آن بر مکلَف لازم و انجامش عذاب دارد. مانند: دروغ.

## حرام‌ها در فقه شیعه
حرام‌ها در فقه شیعه عبارتند از:
1. طلا برای مرد
2. آرایش زنانه
3. حجاب‌های تبرجی مانند حجاب استایل
4. افتا توسط غیر مجتهد
5. عبادات برای حائض و نفساء
6. تخلی در معابر عمومی و موقوفات خاص و روی قبر مؤمن و رو به قبله یا پشت به آن
7. نجس کردن مسجد و اموال ان
8. نجس کردن قرآن و تربت و حرم پیامبر و معصومین
9. بردن نجاست به مساجد
10. رفتن به مسجدالحرام و مسجد پیامبر و سایر مساجد و توقف در آن‌ها در حالت جنابت
11. گذاشتن چیزی در موارد یادشده در حالت جنابت حیض و نفاس
12. تخریب یا فروش اموال مساجد
13. مسح قرآن یا نام خدا و پیامبر و معصوم بی وضو یا در حالت جنابت، حیض، و نفاس
14. نوشتن قرآن با مرکب نجس
15. ایستادن یا نشستن روی قرآن یا نام خدا
16. قرائت آیات سجده دار برای جنب، حائض و نفسا
17. سجده برای غیر خدا
18. وضو یا غسل از ظروف مرداری یا نجس العین
19. روزه یوم الشک به عنوان رمضان
20. روزه عید فطر و عید قربان
21. روزه مضر به بدن
22. حرام‌ها در مراسم حج
23. مخالفت با مقررات حکومت اسلامی
24. تقویت کفار
25. ازدواج با محارم
26. ازدواج با خواهرزن
27. ازدواج زن مسلمان با کافر
28. ازدواج دائم مرد مسلمان با کافر
29. ازدواج مرد با زنی که قبلاً با او زنای محصنه کرده‌است
30. ازدواج با زنی که در عده عقد شده‌است
31. ازدواج در حال احرام
32. ازدواج با همسر سه طلاقه
33. طلاق در حین حیض
34. نزدیکی با همسر زیر ۹ سال
35. نزدیکی به هنگام حیض
36. نزدیکی در ماه رمضان البته از اذان مغرب تا اذان صبح حلال است در صورتی که قبل از اذان صبح غسل جنابت شود.
37. نگاه کردن مرد به بدن مرد دیگر با شهوت
38. تماس بدنی با نامحرم
39. معامله عین نجاست
40. معامله اموال غصبی
41. تجارت اشیایی که منافع حرام دارند
42. معامله مالی که مالیت ندارد
43. معاملات ربوی
44. معامله طلا به طلا و نقره به نقره
45. معامله چیزی که به قصد حرام باشد
46. معامله مسکرات
47. قمار و دزدی
48. ترک تعهد نذر و قسم
49. غصب مال یا حق دیگری
50. ساختن و مزدوری ساخت طلا و نقره
51. نشستن بر سفره شراب
52. استماع هر نوع ساز و موسیقی
53. حضور در مکان خطر
54. نبش قبر
55. ورود نطفه به رحم نامحرم
56. استعمال مواد مخدر و دخانی
57. استعمال ظروف طلا و نقره در اتاق
58. اکل و شرب نجاست و متنجس
59. آشامیدن از ظروف مرداری و نجس العین
60. نوشیدن آبجو و سایر مسکرات
61. خوردن گوشت حیوان وطی شده
62. خوردن گوشت و شیر حیوان مرده در آب
63. خوردن گوشت درندگان
64. خوردن گوشت فیل و خرگوش و حشرات
65. خوردن گوشت پرندگان دارای چنگال
66. خوردن گوشت پرندگان با بال صاف در پرواز
67. خوردن ۱۴ قسمت از بدن حلال گوشت
68. خوردن قطعه جداشده از بدن زنده
69. خوردن اشیاء خبیث و پلید
70. خوردن مال حرام
71. خورانیدن مال نجس یا متنجس
72. فرار از جهاد
73. اتهام زنا به زن پارسا
74. زنا
75. لواط
76. مساحقه
77. قیادت
78. قتل نفس (سقط جنین)
79. خودکشی
80. ضرب و جرح
81. عاق والدین
82. محاربه و افساد فی الارض
83. سحر و جادو
84. سخن چینی
85. تجسس در کار دیگران
86. دروغ گویی
87. خیانت در امانت
88. غیبت
89. کفر
90. شرک
91. اسراف
92. ارتداد[۳][۴]
93. زرا